# Elisabeth Kirchler
Elisabeth Kirchler (Schwaz, 17 de noviembre de 1963) es una deportista austríaca que compitió en esquí alpino.
Ganó una medalla de plata en el Campeonato Mundial de Esquí Alpino de 1985, en la prueba de eslalon gigante. En la Copa del Mundo consiguió cuatro victorias y trece podios en total.
Participó en dos Juegos Olímpicos de Invierno, en los años 1984 y 1988, ocupando el octavo lugar en Calgary 1988, en la prueba de descenso.
Fue nombrada «Deportista femenina del año» en su país en 1985. Tarbajó como comentadora deportiva de la cadena ORF.

## Palmarés internacional
| Campeonato Mundial | Campeonato Mundial | Campeonato Mundial | Campeonato Mundial |
| Año                | Lugar              | Medalla            | Prueba             |
| ------------------ | ------------------ | ------------------ | ------------------ |
| 1985               | Bormio (Italia)    | Medalla de plata   | Eslalon gigante    |